# Différente
Ne doit pas être confondu avec Différente (film).
En mathématiques, la différente est définie en théorie algébrique des nombres pour mesurer l'éventuel défaut de dualité d'une application définie à l'aide de la trace, dans l'anneau des entiers d'un corps de nombres K.
Si OK est l'anneau des entiers de K et tr désigne la trace du corps de K vers le corps ℚ des nombres rationnels, alors x ↦ tr(x2) est une forme quadratique entière sur OK. Son discriminant comme forme quadratique n'est pas forcément +1 (en fait ceci arrive seulement pour le cas K = ℚ). En définissant l'idéal fractionnaire I de K comme l'ensemble des {\displaystyle x\in K} tels que tr(xy) est un entier pour tout y dans OK, alors I contient OK. Par définition, l'idéal différent {\displaystyle \delta _{K}} est {\displaystyle I^{-1}}, un idéal de OK.
La norme de {\displaystyle \delta _{K}} est l'idéal de ℤ engendré par le discriminant {\displaystyle D_{K}} de K.
La différente peut aussi être définie pour une extension de corps de nombres L/K (la différente relative) et pour les corps locaux. Elle joue un rôle dans la dualité de Pontryagin pour les corps p-adiques.